# Batman R.I.P.
Batman Rest in Peace (abreviado cómo Batman R.I.P) es una colección de historietas ubicadas en los números #676-681 de Batman. Escrito por Grant Morrison y Tony Daniel, la historia enfrenta al superhéroe Batman contra la organización de Black Glove en un intento de destruir todo lo que se encuentra en su camino. Tiene una serie de tie-ins en otros títulos de DC Comics que describen los acontecimientos no fueron contados en la historia principal.

## Títulos relacionados
Cada título involucrado en «Batman R.I.P.» tiene una historia relacionada con otro título o cómic, sobre todo del personaje principal Batman, pero los plazos de cada uno no coincide con el orden en que se publican. Por ejemplo, la historia de Detective Comics se produce un par de noches antes de que la historia principal empiece.

## Ediciones
- DC Cómics (edición de debut)
  - Batman #672-681
  - 52 #30-47
  - DC Universe #0

- 2012 : Batman R.I.P. (Urban Cómics) : edición de lujo

## Publicación
Pre-R.I.P.
The "Batman R.I.P." historia pricnipal, encontrada después de los sucesos en «The Black Glove»
- Batman #667-669 "The Black Glove" (Primera mención de Black Glove)
- Batman #672-675 "Space Medicine" (Concluye con la serie de «The 3 Ghosts of Batman»)
- DC Universe #0 (mención de «Batman R.I.P.»)

R.I.P.
- Batman #676-681, & #701-702

Last Rites
- Batman #682-683 (Expande los sucesos ocurridos en la crisis final)

R.I.P. - El capítulo perdido
- Batman #701-702 (Expande los sucesos de Batman R.I.P. y La Crisis final)

Crisis final
- Final Crisis #1-2, #5-7 (Resume los sucesos en Batman R.I.P)

### Otros números
R.I.P.
- Detective Comics #846-850 "Heart of Hush" (Toma parte de los sucesos en Batman R.I.P)
- Nightwing #147-150 "The Great Leap" (Epílogo de Nightwing #151. que cuenta los sucesos de "Last Rites")